# Episodi di Boomtown (seconda stagione)
La seconda e ultima stagione della serie televisiva Boomtown è stata trasmessa in prima visione negli Stati Uniti su NBC dal 26 settembre al 28 dicembre 2003 ed è composta da soli 6 episodi.
Invece in Italia viene trasmessa in prima visione su Fox nel 2004.
| nº | Titolo originale          | Titolo italiano                  | Prima TV USA      | Prima TV Italia |
| -- | ------------------------- | -------------------------------- | ----------------- | --------------- |
| 1  | The Love of Money         | L'amore per i soldi              | 26 settembre 2003 | 2004            |
| 2  | Inadmissible              | Diamanti e affetti               | 3 ottobre 2003    | 2004            |
| 3  | Wannabe                   | Delitto all'Accademia di Polizia | 27 dicembre 2003  | 2004            |
| 4  | Haystack                  | Ostaggi al centro commerciale    | 27 dicembre 2003  | 2004            |
| 5  | The Hole in the Wall Gang | Il cadavere murato               | 27 dicembre 2003  | 2004            |
| 6  | The Big Picture           | L'ultima chance                  | 28 dicembre 2003  | 2004            |